# Josphat Menjo
Josphat Kiprono Menjo (né le 20 août 1979 à Kapsabet) est un athlète kényan spécialiste des courses de fond.

## Biographie
Cinquième du 5 000 mètres des Championnats d'Afrique 2006, il obtient son premier succès international dès l'année suivante en remportant la médaille d'argent des Jeux africains d'Alger où il s'incline face à l'Ougandais Moses Kipsiro. Il participe aux Championnats du monde d'Osaka et se classe huitième de la finale du 10 000 mètres.
En 2010, le Kényan établit la meilleure performance mondiale de l'année sur 10 000 m en signant le temps de 26 min 56 s 74 lors du meeting de Turku.
Il est marié à la coureuse de steeple Eunice Jepkorir.

## Palmarès
| Date | Compétition              | Lieu            | Place | Épreuve       |
| ---- | ------------------------ | --------------- | ----- | ------------- |
| 2006 | Championnats d'Afrique   | Bambous         | 5e    | 5 000 m       |
| 2007 | Jeux africains           | Alger           | 2e    | 5 000 m       |
| 2007 | Championnats du monde    | Osaka           | 8e    | 10 000 m      |
| 2008 | Championnats d'Afrique   | Addis-Abeba     | 5e    | 5 000 m       |
| 2011 | Jeux mondiaux militaires | Rio de Janeiro  | 1er   | 10 000 m      |
| 2021 | Marvejols-Mende          | Marvejols-Mende | 1er   | Semi-marathon |

## Records personnels
| Surface | Épreuve       | Temps           | Date            | lieu         |
| ------- | ------------- | --------------- | --------------- | ------------ |
| Piste   | 1 500 m       | 3 min 38 s 40   | 15 juillet 2010 | Lappeenranta |
| Piste   | Mile          | 3 min 53 s 62   | 22 août 2010    | Joensuu      |
| Piste   | 3 000 m       | 7 min 44 s 15   | 18 juillet 2009 | Saragosse    |
| Piste   | 5 000 m       | 12 min 55 s 95  | 18 août 2010    | Turku        |
| Piste   | 10 000 m      | 26 min 56 s 74  | 29 août 2010    | Turku        |
| Route   | 10 km         | 27 min 04       | 18 avril 2010   | Barcelone    |
| Route   | Semi-marathon | 1 h 01 min 42 s | 13 octobre 2010 | Lisbonne     |